# Stazione di Mandas
La stazione di Mandas è una stazione ferroviaria al servizio del comune di Mandas, posta lungo la ferrovia Cagliari-Isili, nonché scalo capolinea della linea turistica per Arbatax.

## Storia
Le origini della stazione risalgono agli anni ottanta del XIX secolo, quando in Sardegna la Società italiana per le Strade Ferrate Secondarie della Sardegna costruì le prime ferrovie della rete a scartamento ridotto dell'isola. Il 15 febbraio 1888 fu inaugurata dalle SFSS la ferrovia da Cagliari a Isili e con essa la stazione di Mandas, sita lungo questa linea. Lo scalo era designato a diventare una stazione di scambio, in quanto a poca distanza dallo stesso sarebbe partita una linea diretta verso la costa dell'Ogliastra. Il 1º aprile 1893 infatti veniva inaugurato il primo tronco di questa linea (poi completata l'anno successivo), il Mandas-Nurri.

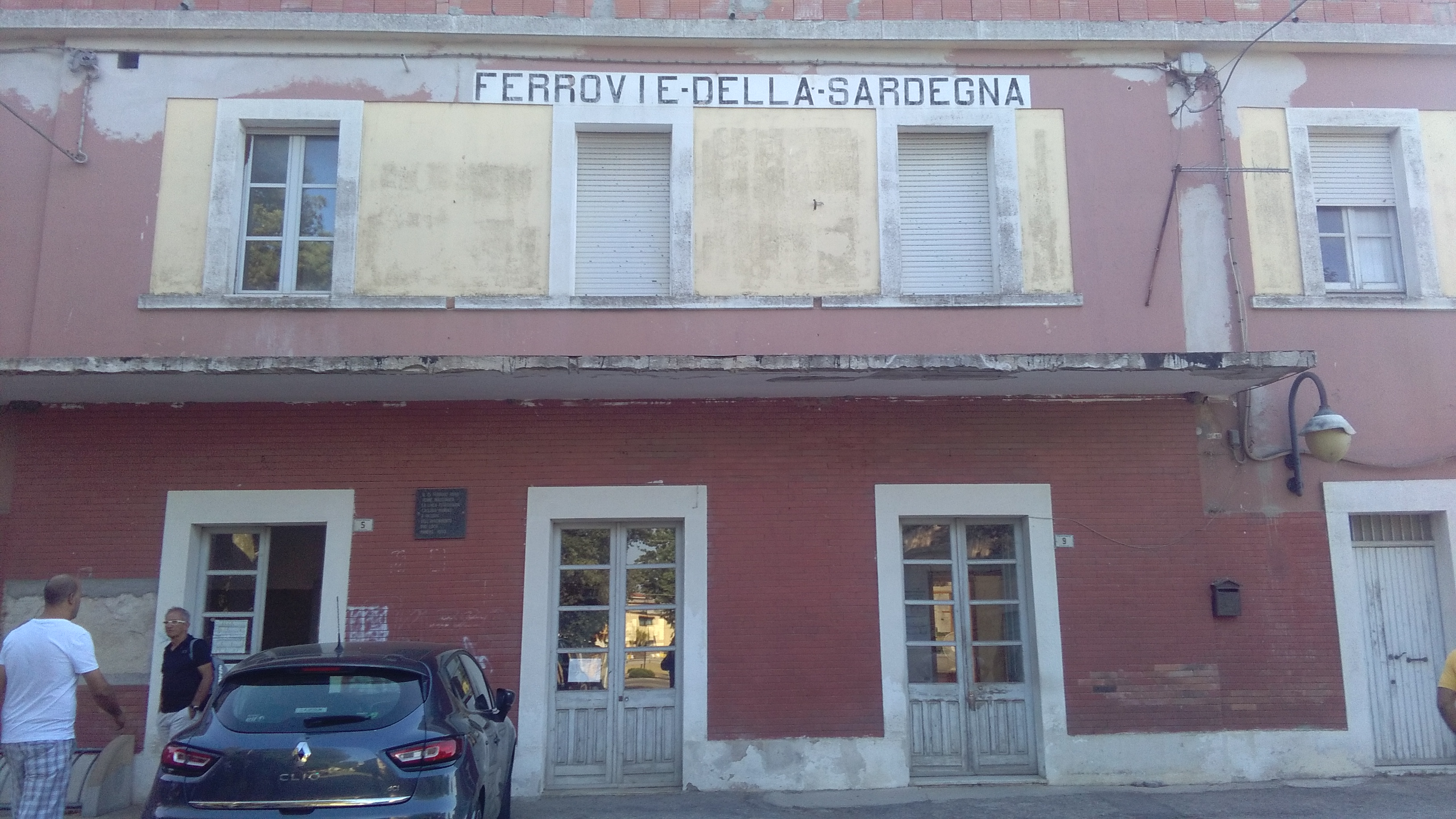
David Herbert Lawrence narrò il suo soggiorno nella locanda presente all'epoca nel fabbricato viaggiatori in Mare e Sardegna

La stazione fu scelta inoltre come sede di uno dei depositi ferroviari delle SFSS, le quali, nel 1921, furono assorbite da un'altra concessionaria della rete secondaria isolana, la Ferrovie Complementari della Sardegna.
Sempre in quell'anno, lo scalo fu visitato dallo scrittore inglese David Herbert Lawrence, che diretto da Cagliari a Sorgono in treno, sostò a Mandas soggiornando nella locanda presente all'epoca all'interno della stazione. L'esperienza di Lawrence e della moglie a Mandas fu narrata pochi mesi dopo dallo scrittore nel libro Mare e Sardegna.
(David Herbert Lawrence, Mare e Sardegna, 1921)
La locanda della stazione venne poi chiusa negli anni quaranta, alla morte del titolare.

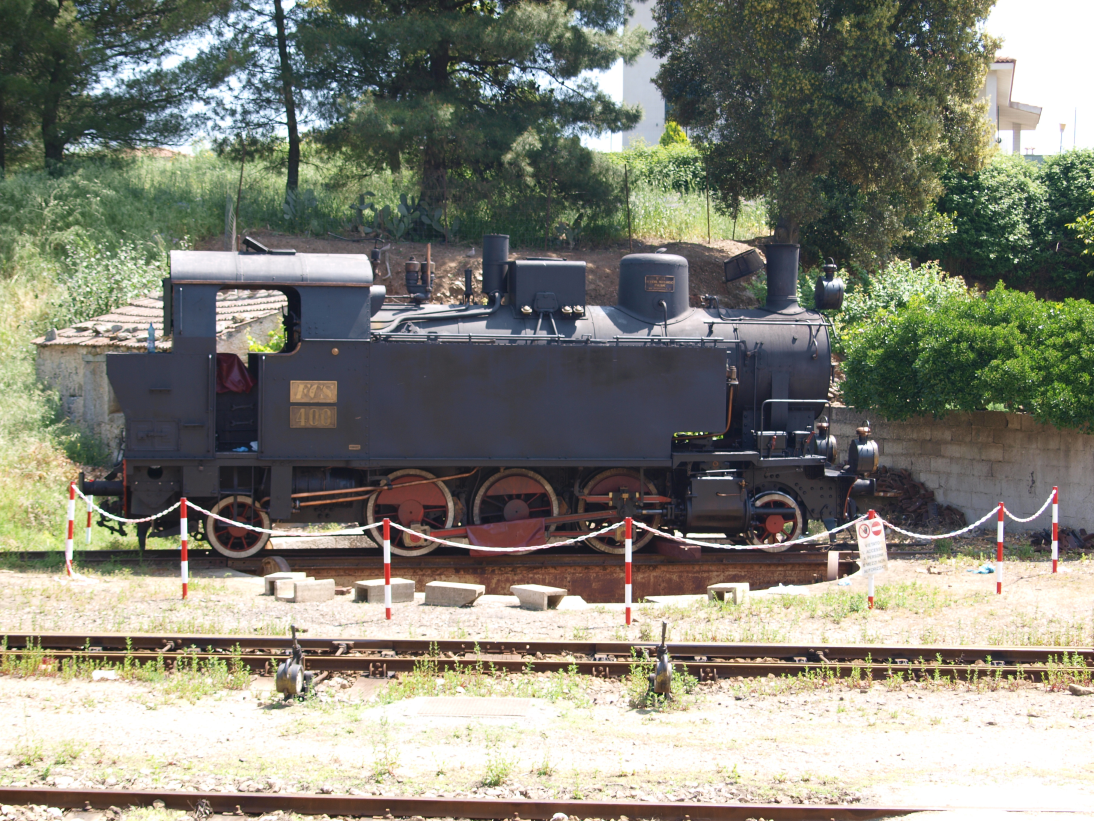
Locomotiva a vapore FdS 400 in sosta nella piattaforma girevole dello scalo. La stazione è uno dei principali impianti per quanto riguarda il turismo ferroviario nell'isola

La stazione di Mandas nei decenni ha continuato a funzionare come scalo di scambio per i passeggeri diretti verso Isili e Sorgono da un lato e verso Arbatax dall'altro, sebbene, soprattutto per quest'ultima linea, i lunghi tempi di percorrenza e la concorrenza delle autolinee avessero fatto calare notevolmente l'utenza. Ciò nonostante, nel dopoguerra la tratta fu caratterizzata da una crescente domanda di turismo ferroviario, che portò alla nascita negli anni ottanta del progetto Trenino Verde, che trovò nella stazione di Mandas uno degli scali più importanti per questo genere di viaggi.
La gestione della stazione passò nel 1989 alle Ferrovie della Sardegna (divenute poi nel 2008 l'ARST Gestione FdS), le quali nel 1997 chiusero al traffico ordinario la linea per Arbatax, lasciandola però attiva per il traffico turistico. 
A tal proposito lo scalo è diventato nel corso degli anni il capolinea di partenza dei convogli turistici del Trenino Verde del compartimento cagliaritano delle FdS. Alla fine degli anni 2000 furono eseguiti vari lavori di ristrutturazione, interessanti soprattutto il fabbricato viaggiatori (ampliato) e i locali della locanda (per cui si è prospettata una riapertura). Lo scopo di questi lavori è la creazione di un parco ferroviario, intitolato a David H. Lawrence. Dal punto di vista gestionale nel 2010 la stazione passava sotto il controllo diretto dell'ARST; in quello stesso periodo, tra il 2010 ed il 2011, lo scalo fu sottoposto a lavori di ristrutturazione del piazzale ferroviario svolti in contemporanea alla sostituzione dell'armamento sulla Cagliari-Isili: l'intervento portò in particolare alla rimodulazione dello schema binari (ridotti in numero) ed alla realizzazione di nuove banchine.

## Strutture e impianti

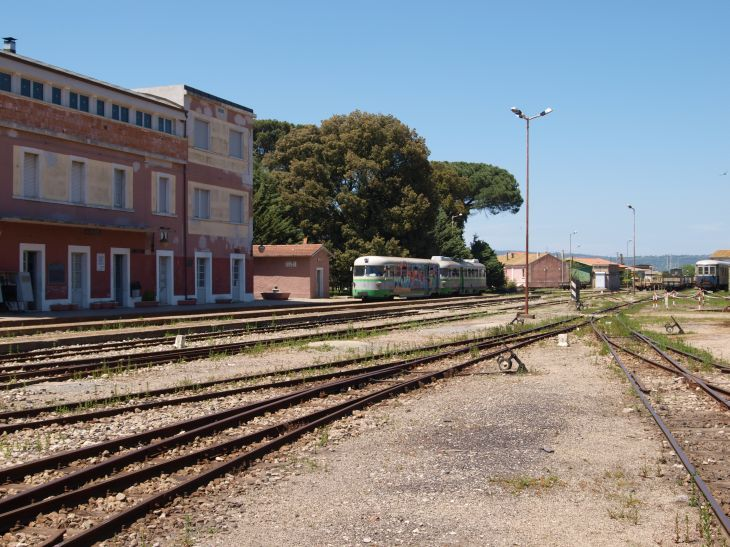
Il piazzale ferroviario prima dei lavori del 2010: a sinistra il fabbricato viaggiatori ed il fascio principale, in primo piano i tronchini che conducono alla rimessa locomotive

La stazione di Mandas è situata lungo la ferrovia Cagliari-Isili (attiva dal 2008 nel tronco Monserrato-Isili), a circa due km a sud dalla diramazione per la linea per Arbatax. Di tipo passante, lo scalo presenta, dopo i lavori di inizio anni dieci, un fascio principale, attrezzato per il servizio viaggiatori, composto da tre binari serviti da due banchine dalla lunghezza di circa cento metri ciascuna. Il binario uno rappresenta il binario di corretto tracciato della linea e da esso si diramano gli altri due, col tre dotato inoltre di un prolungamento tronco in direzione Mandas ed uno verso sud, terminante all'interno della rimessa rotabili della stazione.
Quest'ultima è servita da altri tre tronchini, il cui fascio si dirama dal binario tre e comprendente anche un quarto binario che anziché entrare all'interno della rimessa termina a fianco del suo muro orientale; nella zona della rimessa è presente anche un rifornitore idrico a cisterna metallica. Uno dei tronchini si estende anche a nord e da esso ha origine anche un altro binario dello stesso tipo, che permette inoltre l'accesso alla piattaforma girevole della stazione. Complessivamente sono otto i binari presenti nello scalo, tutti a scartamento da 950 mm. In passato tale numero era maggiore, ed era compreso tra gli altri anche un binario tronco che serviva il dismesso scalo merci della stazione, posto nella parte ovest dell'impianto e comprendente anche un piano caricatore ed un magazzino.

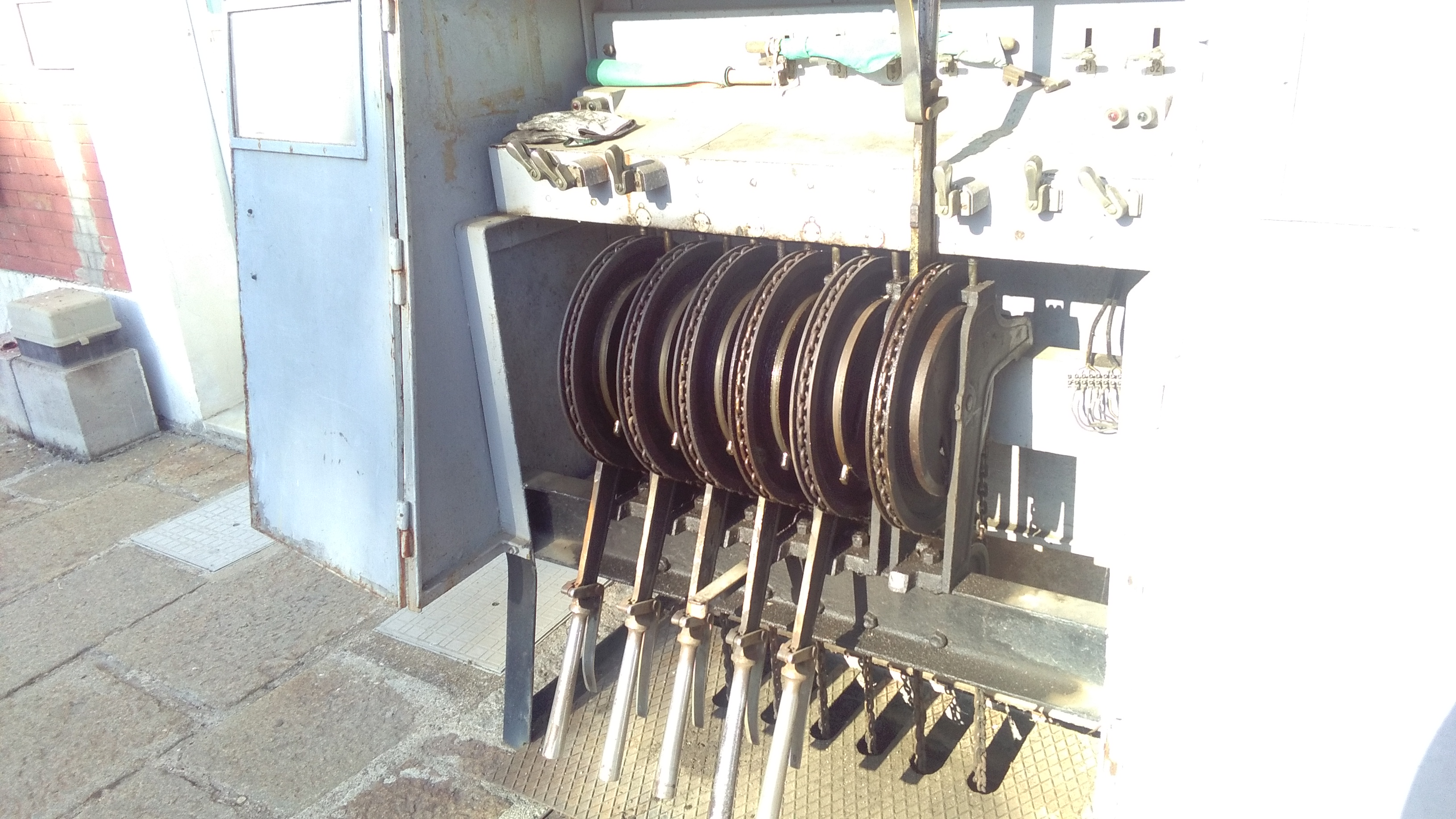
Dettaglio dell'armadio comprendente i leveraggi che meccanicamente gestiscono i deviatoi dello scalo

Vari gli edifici presenti in stazione, di cui il principale è il fabbricato viaggiatori, più volte modificato nel corso della sua storia. Si tratta di una costruzione a pianta rettangolare adiacente al magazzino merci con sviluppo su tre piani, di cui solo quello inferiore in uso per l'attività ferroviaria, dotata di sette accessi sul lato binari.
La Monserrato-Isili non è attiva nei giorni festivi, e così la domenica, salvo casi di treni turistici, non vi è alcuna attività ferroviaria negli impianti di Mandas, che comunque sono raggiunti dagli autobus sostitutivi dell'ARST. Tuttavia fa eccezione il periodo estivo, in quanto i treni diretti sulla linea per Arbatax sono espletati anche la domenica. La stazione è di norma presenziata.

## Movimento
Lo scalo ospita i treni dell'ARST diretti verso i capolinea di Isili a nord e di San Gottardo a Monserrato a sud. I treni verso il cagliaritano sono attivi tutto l'anno, mentre d'estate la stazione di Mandas diventa il capolinea dei treni ordinari dell'ARST, che non raggiungono Isili (collegata con autolinee sostitutive). Con riferimento all'orario del primo semestre 2017 nei giorni feriali la stazione è collegata da dieci coppie di corse (a cui si aggiungono tre relazioni sostitutive su gomma con Isili), essendo inoltre il capolinea di alcune di esse.  Nei giorni festivi invece il servizio di trasporto pubblico lungo la ferrovia non viene espletato.

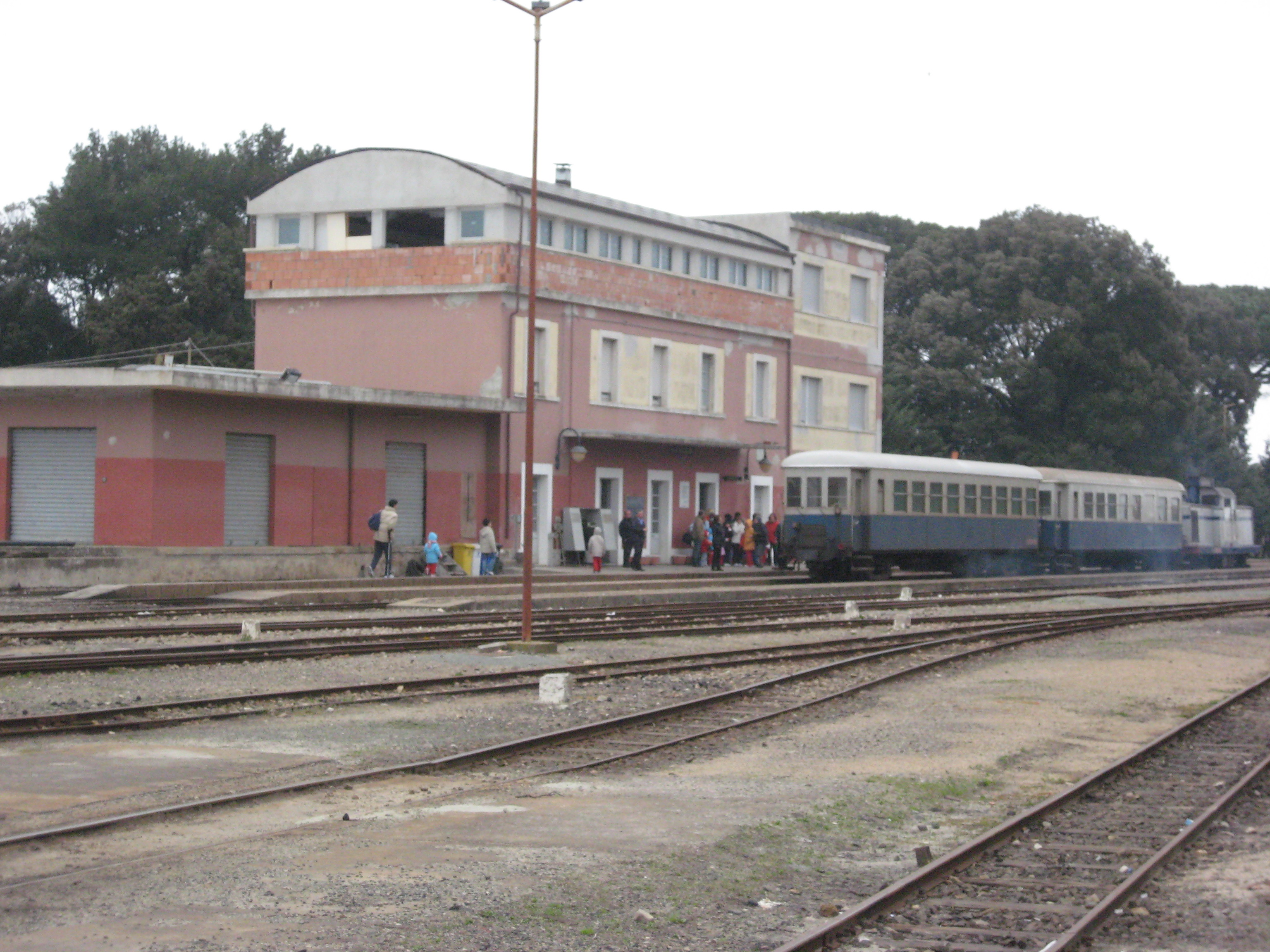
La stazione è servita dai treni dell'ARST, sia ordinari che turistici

Nel periodo estivo la stazione è attiva sette giorni su sette, essendo effettuate anche le relazioni turistiche a calendario del Trenino Verde verso l'Ogliastra ed il Mandrolisai di cui lo scalo di Mandas è capolinea: facendo riferimento alla stagione 2016 era effettuata una coppia di corse sei giorni alla settimana verso la linea per Arbatax (relazioni limitate quell'anno a Seui), mentre di domenica erano effettuate due coppie di corse dirette sulla Isili-Sorgono (limitate nel 2016 a Laconi).

## Servizi
Nel fabbricato viaggiatori sono compresi vari servizi all'utenza, tra cui una sala d'attesa, una biglietteria a sportello, mentre le ritirate sono poste in un edificio a parte.
- Biglietteria a sportello
- Sala d'attesa
- Servizi igienici

## Interscambi

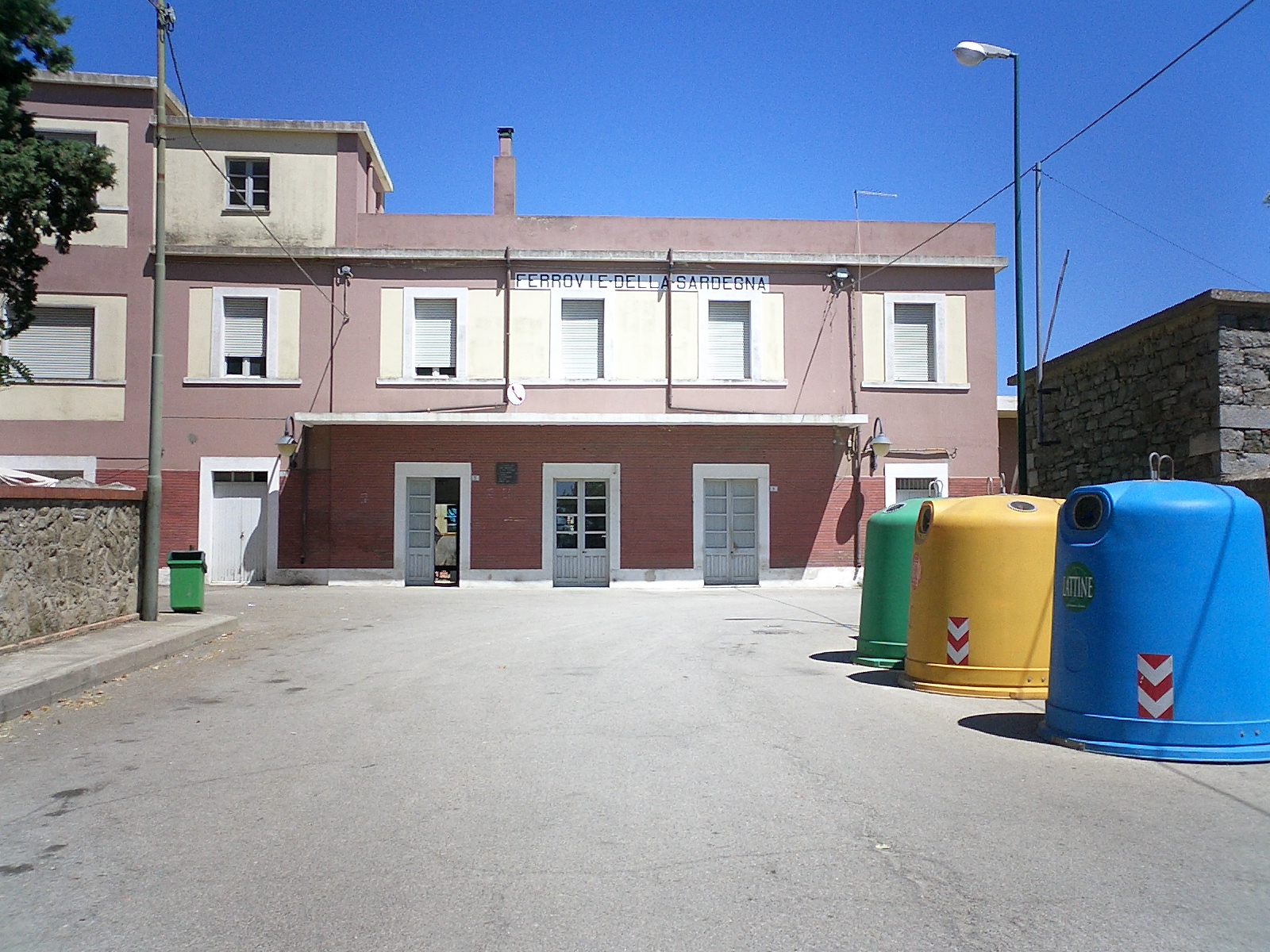
Il fabbricato viaggiatori (prima dei lavori degli anni duemila) visto da largo Lawrence: a pochi metri dall'impianto è posta una fermata degli autoservizi ARST

La stazione ospita anche una fermata per le autolinee ARST, che permettono di raggiungere dallo scalo varie destinazioni del circondario, oltre che Cagliari, Seui e Villamar ed i centri collegati dalla ferrovia nei giorni festivi.
- Fermata autobus